# Hemsa
Hemsa, o también conocida como Hemsa La del borreguito, era una cadena de tiendas departamentales mexicana, fundada en 1976, por el empresario mexicano Jesús Marcos Giacoman, en la ciudad de Monterrey, Nuevo León, bajo el nombre comercial de «Hilos y Estambres de Monterrey», dedicada a la venta de mercancías escolares y materia prima. Desapareciendo en 2024.

## Historia
Hemsa surge el día 10 de noviembre de 1976 bajo el nombre de Hilos y Estambres de Monterrey, abriendo su primera y única sucursal en avenida Juárez 480 Sur que estaba ubicada en Monterrey, ofreciendo mercancía mayorísta, e inclusive abrió con el mismo logo del borregito.
Primeramente se expandió por otras ciudades de Nuevo León como Apodaca, Escobedo, Guadalupe, Santa Catarina y San Nicolás de los Garza, Posteriormente, años más tarde, durante 1985 ofrecería una mayor variedad de artículos como de electrónica, accesorios y consumibles para bebés, juguetes, ropa, perfumería y demás accesorios para toda la familia.
Bajo el nuevo nombre comercial HEMSA, el cual es derivado de las iniciales del nombre completo oficial Hilos, Estambres, Mercería, Sedería y Adornos de Monterrey aunque sólo era llamada Hilos y Estambres. Tiempo más tarde se expande a las demás ciudades como León, Guanajuato, Saltillo y Torreón, conservando más de 50 sucursales al noroeste de México.
En 2005 se une al equipo directivo Ricardo Marcos, quien apoyó a su padre y hermano, sumando esfuerzos para que HEMSA siguiera su crecimiento, con un mejor catálogo de productos, durante el mes de mayo del 2017 Hemsa cumple 50 años de historia, junto a su dueño y fundador, el empresario Jesús Marcos Giacoman, en la primera tienda que fundó: la sucursal matriz de Hemsa, remodelandola por completo debido al gran aniversario de la cadena.
Un año después, durante mayo de 2018 el empresario Jesús Marcos Giacoman recibió el Galardón Empresarial que entrega la organización "Formando Emprendedores, A.B.P." debido al aniversario de su empresa Hemsa.
El día 21 de junio de 2018 fallece el fundador de la empresa, Jesús Marcos Giacoman, a los 74 años de edad. Esto a consecuencia de problemas renales, por lo que posteriormente le deja el cargo a su hijo Juan Jesús Marcos Padilla, quien meses después sufre un accidente automovilístico el día 3 de septiembre, en la autopista Saltillo-Monterrey en el kilómetro 92 y muere al momento instante en dicho accidente vehicular.
Después de dichos incidentes, la empresa Hemsa queda a manos de la cadena Apolo Textil, que en ese entonces era aún propiedad del empresario mexicano Jesús Kuri Chedraui, tiempo después, en junio de 2022 fallece aunque se desconocen las causas principales. Tiempo después, la cadena de textiles Apolo Textil pasa a formar parte de sus nuevos dueños, de la familia Kuri Chedraui: Antonio, Jesús, Eduardo, Alberto y Guadalupe Kuri, llevándolos a la quiebra a Hemsa.

### Estilo de tienda
Hemsa ofrecía variedad de artículos de papelería como mochilas, cuadernos, lápices, hojas de colores, adornos de temporada y útiles escolares, bajo un tamaño de tienda de 2,000 metros cuadrados promedio, al norte del país.

### En la cultura popular
Hemsa fue partícipe de varios videos en YouTube, del canal infantil llamado Bely y Beto, especialmente en la temporada de regreso a clases, por lo que gracias a esta colaboración tanto Hemsa como el programa infantil generaron la venta de productos de Bely y Beto como mochilas y cuadernos.

## Declarada en quiebra
La fecha del 7 de diciembre de 2023, Hemsa es declarada en quiebra por parte del Juzgado primero de Distrito en Materia de Concursos Mercantiles, con residencia en la Ciudad de México, luego de que en su calidad del acreedor de la empresa, Apolo Textil demandó declarar concurso mercantil a la empresa de retail para exigirle el pago de deudas vencidas.
A pesar de que sufrió por una severa crisis económica, a consecuencia de la Pandemia de COVID-19 en México en el año 2020, hasta el momento de ser declarada en quiebra a fines del 2023, quedándose con 10 sucursales. Actualmente sólo opera con una sucursal (Hemsa Centro) en Nuevo León como única ubicación.